# Noam Baumann
Noam Baumann (* 10. April 1996 in Baar) ist ein dominikanisch-schweizerischer Fussballtorhüter.

## Karriere

### Verein
Baumann begann seine Laufbahn in der Jugend des FC Hünenberg, bevor er zum SC Cham und danach zum FC Luzern wechselte. Im September 2012 debütierte er für die zweite Mannschaft in der viertklassigen 1. Liga. Dies blieb sein einziger Einsatz für die Reserve der Innerschweizer in dieser Spielzeit. In der folgenden Saison kam er zu zwei Partien für die zweite Mannschaft. Im Sommer 2014 wechselte er auf Leihbasis innerhalb der Liga zum FC Zug 94. In Zug fungierte er zunächst ebenfalls als Ersatzkeeper und kam bis Saisonende zu zwei Spielen in der 1. Liga. Zur Saison 2015/16 wurde Baumann fest verpflichtet. Der Torhüter spielte daraufhin 12-mal für Zug in der Liga, Anfang 2016 schloss er sich jedoch dem Zweitligisten FC Wil an. Bis Saisonende kam er lediglich dreimal für die Reserve in der fünftklassigen 2. Liga interregional zum Einsatz. Auch in der folgenden Spielzeit konnte er sich in Wil nicht durchsetzen und bestritt vier Partien für die erste Mannschaft in der Challenge League sowie ein Spiel für die Reserve in der 2. Liga interregional. Ab Sommer 2017 wurde Baumann häufiger eingesetzt und stand 15-mal für den Zweitligisten im Tor. Anfang 2018 schloss er sich auf Leihbasis dem Erstligisten FC Lugano an. Bis Saisonende kam er nicht zum Einsatz, er wurde dennoch im Sommer 2018 fest verpflichtet. Ab der folgenden Spielzeit avancierte er zum Stammtorhüter der Tessiner und absolvierte 24 Spiele in der Super League. In der Saison 2019/20 verpasste er nur eine Partie gelbgesperrt und kam so auf 35 Ligaspiele. Zudem nahm er mit Lugano an der Gruppenphase der UEFA Europa League teil. In der Folgesaison stand er 27-mal in der Super League im Tor.
Im September 2022 wechselte er nach kurzer Vereinslosigkeit zum italienischen Zweitligisten Ascoli Calcio. Nachdem er den Verein Ende Januar 2023 verliess, wechselte er Mitte Februar zurück zum Zweitligisten FC Wil. Die Wiler ergänzte das Torhüterteam, das nach dem Wechsel von Marvin Keller zu YB Lücken aufwies. Im Juni 2023 gab der Verein bekannt, den Vertrag mit Baumann nicht zu verlängern. Im Sommer 2023 wechselte Baumann zu OFI Kreta. Im Januar 2025 wechselte er zum SC Sagamihara in die dritte japanische Liga.

### Nationalmannschaft
Baumann spielte zwischen 2011 und 2018 für fünf Schweizer U-Nationalmannschaften. 2024 debütierte er im Nationalteam der Dominikanischen Republik.

## Erfolge
FC Lugano
- Schweizer Cupsieger: 2022